# Sigurd Bernskov
Otto Sigurd Vilfred Bernskov (født 8. november 1907 i Linde, død  24. februar 1945 i Himmelev) var pilot ved Hærens flyvetropper, kriminalbetjent ved politiet og leder af politiets modstandgruppe i Roskilde. Som dansk modstandsmand blev han dræbt i en hævnaktion begået af en dansk nazistisk terrorgruppe.

## Baggrund og uddannelse
Faderen var sognefoged og gårdejer Anders N. Bernskov (født 4.1.1862, død 29.4.1938) og moderen Maren Bernskov, (født Hansen 26.8.1872, død 5.7.1960). Barndomshjemmet var en firlænget gård i landsbyen Linde ved Randers hvor han gik i skole og var ud af en søskendeflok på 9. Efter at have afsluttet skolen, arbejdede han i Brugsen i landsbyen Spentrup imens han tog sin handelsuddannelse ved siden af.

## Militærtjeneste
Fra 1927-28 aftjente han sin værnepligt ved kystartilleribataljonen og herefter gennemgik han befalingsmandsskolen og blev Sergent ved Hærens flyvetropper hvor han startede flyveskole 1.april 1933, og fløj sin første solo 9.juni 1933 på en de Havilland DH.60 Gipsy Moth, 85HK. Den 14.oktober 1933 er han tilgået 2. Eskadrille under den Jydske Flyverafdeling og er overgået til 1.Eskadrille under den Sjællandske Flyverafdeling den 1.juli 1934.
Han forlod Hærens flyvetropper i efteråret 1935 som sergent. Hans ønske om at komme på Hærens Officerskole blev ikke efterkommet pga. manglende studenter eksamen til trods for øvrige meritter var i orden.  I efteråret i henholdsvis 1936 og 1937 blev han ind kommanderet til hver 30 dages tjeneste og fløj dermed sidste gang for 1.Eskadrille 7. oktober 1937 med i alt 507 flyvetimer.

## Familie
I 1929 havde Sigurd Bernskov en bi-beskæftigelse i opvasken ved en KFUM forening hvor han mødte Ebba Betty Jeppesen (født 15.november 1909, død 31.marts 1989), de giftede sig 5 år senere, den 4.marts 1934 og fik efterfølgende 2 børn, en søn og en datter.

## Ved politiet
I 1936 den 1.maj fik han ansættelse ved politiet på Bornholm og parret flyttede til Rønne forinden. Begejstringen for flyvningen var stadig stor og han byggede sammen med en ven et svævefly i fritiden på Bornholm.
Da jobsituationen i 30’erne ikke var stabil, var Sigurd Bernskov udenfor korpset i et år, hvor han arbejdede bl.a. som forsikringsmand. 1.december 1939 blev han genansat ved politiet denne gang i Hellerup. Parret var flyttet til Gentofte og da Sigurd 1.februar 1942 fik job som kriminalbetjent ved politiet i Roskilde, blev familien, der nu var forøget til 4 med en søn og en datter, boende i Gentofte.

## Modstandsbevægelsen
Den 19.september 1944 undgik Sigurd at blive arresteret af tyskerne, han gik under jorden og etablerede kontakt til modstandsbevægelsen. Med hans sans for organisering og ledelse blev han leder af politiets modstandsgruppe i Roskilde, hvor han organiserede modstandsgrupper i Roskilde og omegn, der blev blandt de bedst udrustede i landet.
Sigurd tog ophold i villa “Mastehøj" i Himmelev, hos ægteparret Knud og Elise Bryning, hvis villa bl.a. blev brugt som sendestation. De var også involverede i aktionen da politiets rifler blev fjernet og distribueret ud til modstandsgrupperne.
I februar 1945 fik en af de berygtede danske terror bander - “Lille Jørgen” gruppen - til opgave at søge efter en bil, der blev brugt til illegalt arbejde, samt en illegal sender og et illegalt trykkeri. Gruppen var håndlangere for den tyske besættelsesmagt og under dække af at være modstandsfolk, fandt de frem til villaen og mødte Sigurd og Brynings om aftenen den 23.februar 1945. Gruppen kørte fra villaen igen, enten med en bil eller efter at have aftalt med Sigurd og ægteparret at disse ville undersøge hvor der kunne være en illegal bil til rådighed. Banden kørte tilbage til København og imens fjernede de 3 i villaen illegalt materiale og underrettede det kommunale vagtværn, men blev i villaen. Terror banden kom til København, men vendte allerede tilbage til villaen senere om natten.  Denne gang agerede banden på egen hånd og uden ordre fra ledelsen og myrdede Elise Johanne Bryning i hendes seng med 3 skud i hovedet, Fuldmægtig Knud Ewald Bryning med skud i ryggen i gården og Sigurd Bernskov blev skudt bagfra med 8 skud fra maskinpistol.  Han var død på stedet.
Sigurd blev 37 år, han efterlod sig hustru og 2 børn og Ebba Betty Bernskov giftede sig aldrig igen. Sigurd Bernskov er begravet på Hellerup Kirkegård afd. 24, nr.6.002-03.

## Mindetavler og monumenter
“..Skudt i Himmelev by 24.februar 1945 fordi de var danske” står på mindepladen for Knud og Elise Bryning og Sigurd Bernskov på kirkegårdsmuren ved Himmelev kirke.
På Stændertorvet i Roskilde er opført mindesten udført af Knud Nellemose for 11 lokale modstandsfolk hvor Sigurd Bernskov står øverst.
Flyvestation Værløse opførte en mindetavle for dræbte flyvere med Sergent O.S.V. Bernskov og 4 andre.
Mindevæggen på Københavns Politigård bærer navnene på de 157 politifolk der døde under besættelsen heriblandt O.S.V. Bernskov. Tillige en mindeplade på Rosklide Politigård.